# Wereldstekker

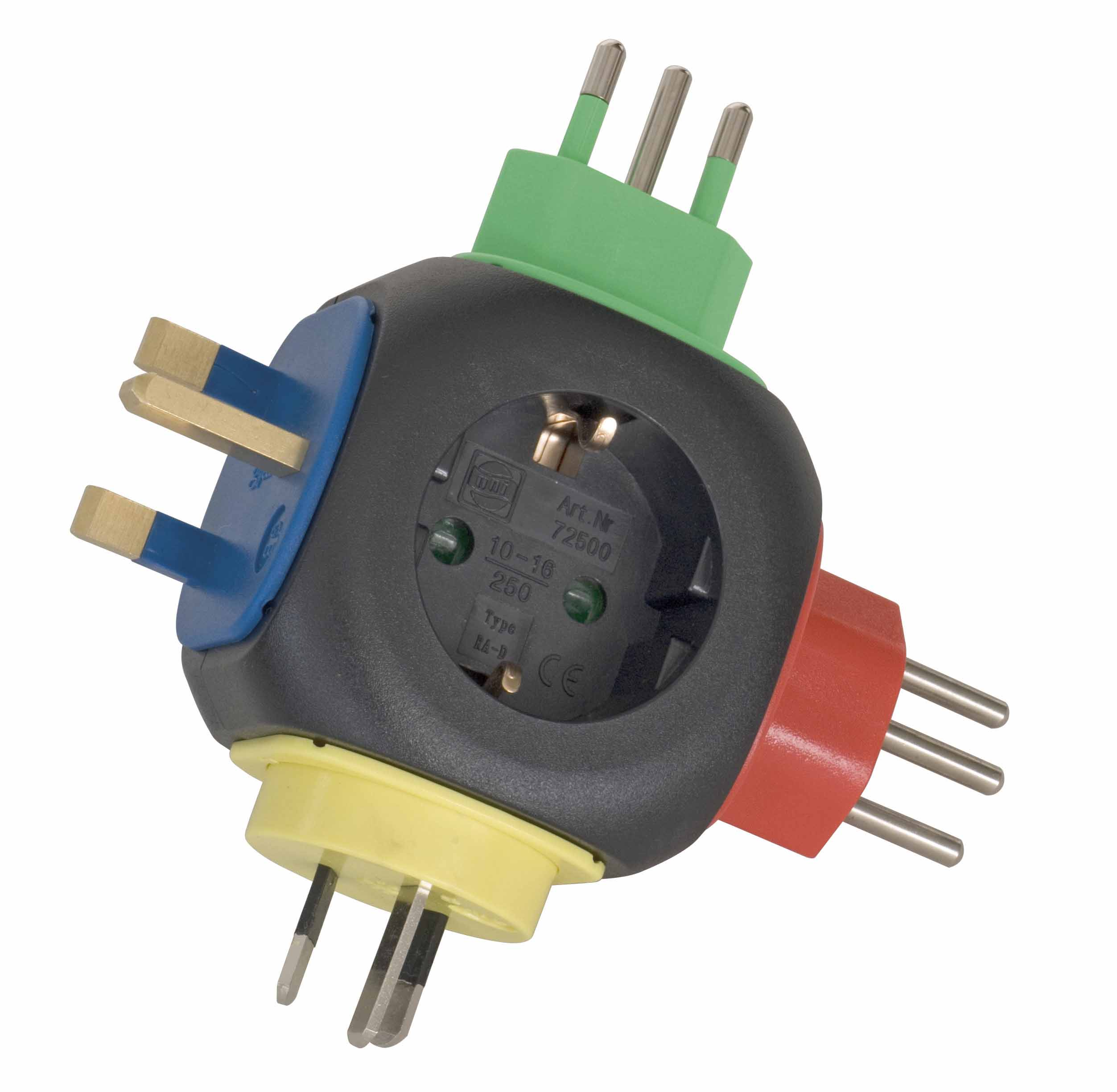
Een wereldstekker met diverse aansluitingen

Een wereldstekker is een adapter met verschillende soorten stekkers. Hiermee kan een eigen apparaat gebruikt worden op verschillende contactdozen die er zijn in allerlei vormen in de wereld. Als de elektrische spanning ook nog eens afwijkt, zijn er wereldstekkers die deze om kunnen zetten in een voor het apparaat geschikte spanning. Sommige moderne apparaten kunnen mogelijk al geschikt zijn voor verschillende spanningen, waardoor dit dan niet meer nodig is. Daarnaast bestaan er ook setjes losse adapters voor verschillende contactdozen die op de stekker van het eigen apparaat kunnen worden geplaatst om hem in een afwijkende contactdoos te kunnen steken. In dat geval moet de juiste adapter worden gekozen.

## Trivia
Bij het radiospelletje "Het Geluid" van radiozender Qmusic won luisteraar Kirsten op 24 oktober 2019 € 100.000,- met het herkennen van het geluid van een wereldstekker die in de juiste stand werd gezet. Dit was het hoogste geldbedrag dat ooit was gewonnen met een radiospel.